# Forças Armadas da Moldávia

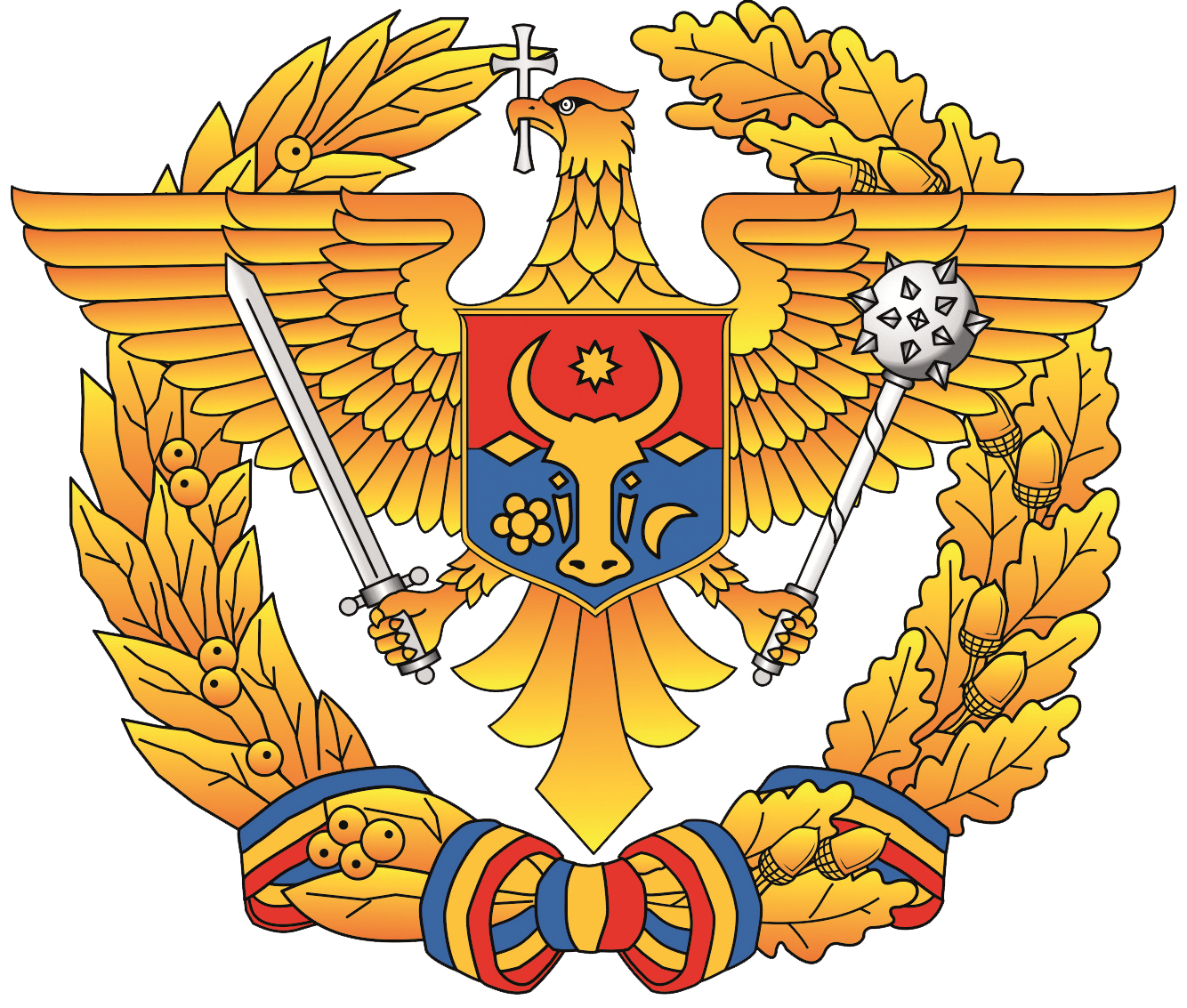
Emblema.

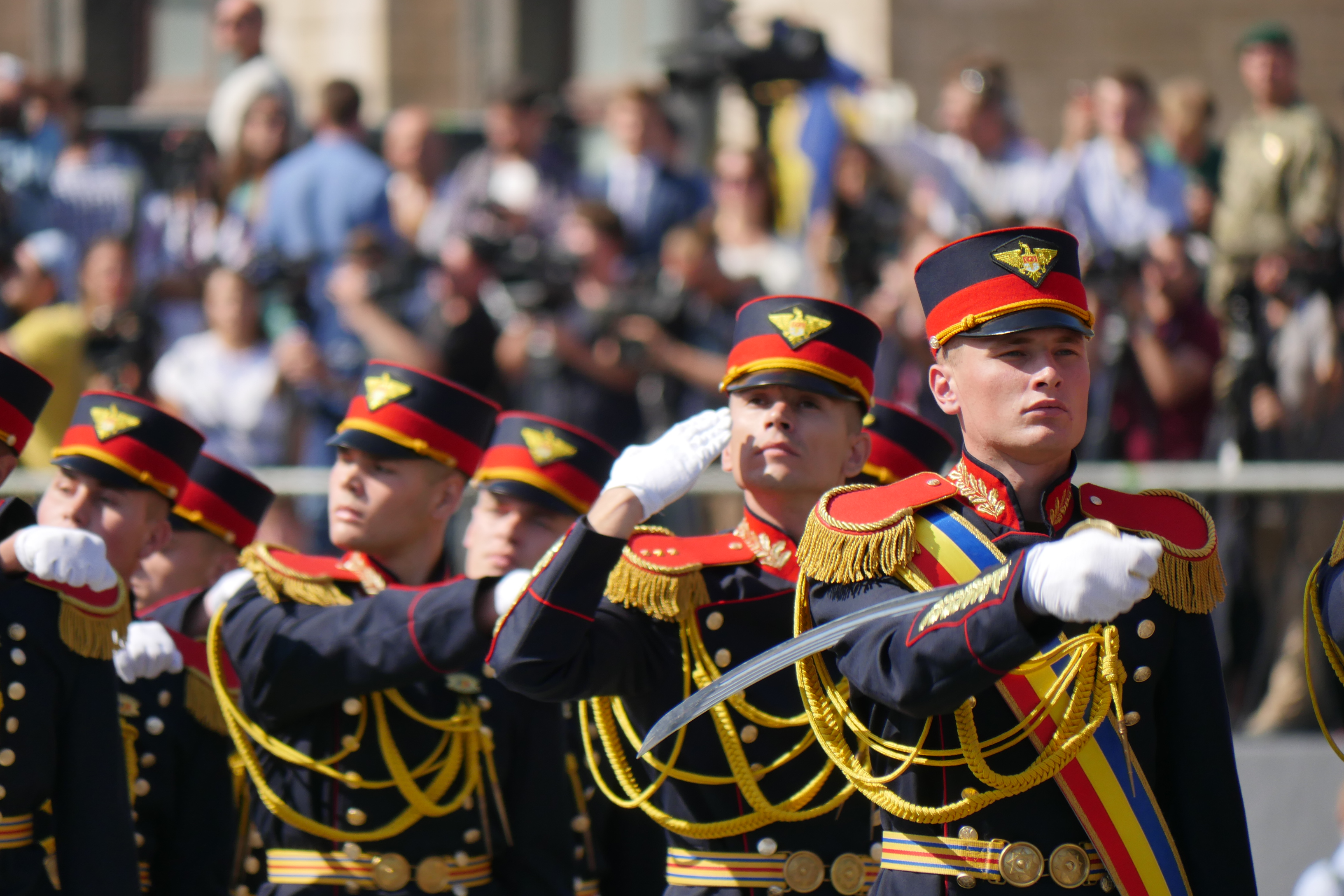
Soldados da Moldávia.

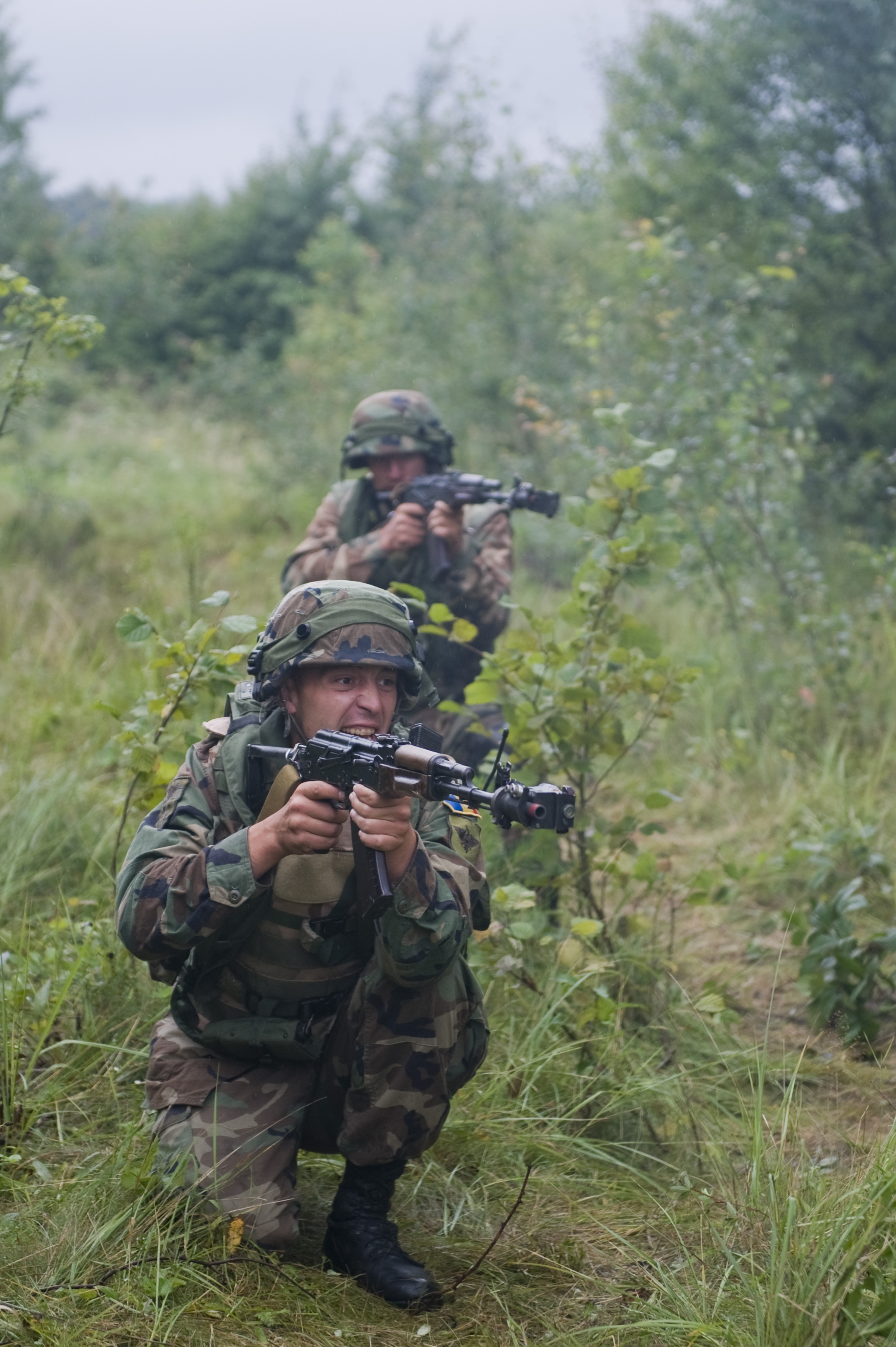
Soldados em treinamento.

As Forças Armadas da República da Moldávia (em romeno:  Forțele Armate ale Republicii Moldova) são compostas pelo Exército Nacional (dividido em Comando das Forças Terrestres e Comando das Forças Aéreas) e pelos Carabinieri Trupele, subordinados ao Ministério da Administração Interna. Até 2012, a Polícia de Fronteiras da Moldávia (então conhecida como Tropas de Fronteira) pertencia às forças armadas.